# HMS Ascension (K502)
La HMS Ascension (K502) fue una fragata clase Colony de la Marina Real británica.

## Historia
Fue puesta en grada el 30 de abril de 1943, fue botada el 6 de agosto de ese mismo año, y puesta en servicio el 24 de noviembre. Siendo construida inicialmente para la Armada de los Estados Unidos, se denominó USS Hargood (PF-74). Transferida a la Marina Real británica, adoptó el nombre HMS Ascension (K502). Tras un servicio de tres años, en 1946, fue devuelta a los Estados Unidos y retirada definitivamente.